# Samuel Duggan
Samuel Duggan, född 13 juli 1998 i Reading, England, är en brittisk professionell ishockeyspelare (forward) som sedan 2021 spelar för walesiska Cardiff Devils i Elite Ice Hockey League.